# Eckhard Altmann
Eckhard Altmann (* 2. Januar 1931 in Breslau) ist ein deutscher evangelischer  Pfarrer im Ruhestand. Er war Abgeordneter der letzten Volkskammer der DDR.

## Leben
Eckhard Altmann wurde 1931 als Sohn eines Pfarrers und einer Krankenschwester im schlesischen Breslau geboren. Die Familie lebte im Breslauer Stadtteil Lissa. 1946 musste Altmanns Familie das nunmehr zu Polen gehörende Schlesien verlassen und ließ sich in Kauzleben im damaligen Sachsen-Anhalt nieder. 1950 legte Altmann das Abitur ab, anschließend studierte er Theologie an der Martin-Luther-Universität Halle-Wittenberg. An dieser Universität wurde er 1960 mit der Dissertation Sprechen und Sprache im Kontaktgeschehen der Predigt zum Doktor der Theologie promoviert. 1967 folgte die Habilitation mit einer Schrift über Christian Friedrich Richter. Nach dem Theologiestudium arbeitete Altmann als Pfarrer zunächst in Aschersleben und später in Theißen, von 1984 bis 2005 wirkte er als Pfarrer in Halberstadt. Darüber hinaus war er als Dozent im Kirchlichen Fernunterricht tätig. Obschon CDU-Mitglied, sah sich Altmann nach eigenem Bekunden in den 1980er Jahren nur noch als „Karteileiche“. Erst mit der politischen Wende in der DDR sah er mit der CDU unter Lothar de Maiziere wieder politische Gestaltungsmöglichkeiten.
Pfarrer Altmann war 1989 als Begleiter der Halberstädter Montagsdemos bereits eine lokal bekannte Persönlichkeit geworden. So gelangte er, als der CDU-Bezirksverband Magdeburg für den gleichnamigen Wahlkreis seine Kandidaten zur Volkskammerwahl 1990 aufstellte, auf den Listenplatz 1 und präsentierte somit als neues, politisch unverbrauchtes Gesicht die CDU als Spitzenkandidat im Wahlkreis 10. Letztendlich gehörte Altmann zu insgesamt 21 Theologen, die in die Volkskammer als Abgeordnete einzogen. In der Volkskammer leitete er den Ausschuss für Arbeit und Soziales. Während des Bestehens der letzten Volkskammer erhob der zeitweilige Prüfungsausschuss der Volkskammer zur Überprüfung der Abgeordneten auf eine Stasi-Mitarbeit auch gegen Altmann Verdacht. Letztendlich konnte zwar ein Eintrag in der IM-Kartei nachgewiesen werden, nach Akteneinsicht gab es aber keine ausreichenden Gründe, eine Mandatsniederlegung zu empfehlen.
Nach dem Ausflug in die Politik widmete sich Altmann wieder seinen kirchlichen Funktionen. Neben seiner Tätigkeit als Pfarrer leitete er von 1991 bis 2008 als Vorsitzender den Diakonieverein, später das Diakonische Werk des Kirchenkreises Halberstadt. Seit 2003 sitzt er zudem im Stiftungsrat der Pfarrhausstiftung Harz.
Eckhard Altmann ist verheiratet und Vater von vier Kindern. 2016 veröffentlichte er über seine Kinder- und Jugendzeit ein autobiographisches Werk.

## Schriften
- Die Predigt als Kontaktgeschehen (= Aufsätze und Vorträge zur Theologie und Religionswissenschaft, Bd. 27). Evangelische Verlagsanstalt, Berlin 1963 (zugleich: Diss., Humboldt-Universität Berlin, 1960).
- Christian Friedrich Richter (1676–1711). Arzt, Apotheker und Liederdichter des Halleschen Pietismus (= Arbeiten zur Geschichte des Pietismus, Bd. 7). Luther-Verlag, Witten 1972, ISBN 3-7858-0017-7 (zugleich: Habilitationsschrift, Universität Halle, 1967).
- Meine schlesische Kinder- und Jugendzeit. Von Lissa bei Breslau nach Kauzleben. Dahlemer Verlagsanstalt, Berlin 2016, ISBN 978-3-928832-65-6.